# Unionaxiomet
Unionaxiomet är ett av de mängdteoretiska axiomen. Det är till exempel ett av axiomen i ZFC, d.v.s. Zermelo-Fraenkels mängdteori med urvalsaxiomet som är det dominerande sättet att axiomatisera mängdteori.
Uttryckt med predikatlogikens formella språk lyder axiomet:
{\displaystyle \forall A,\exists B,\forall C,C\in B\leftrightarrow (\exists D,C\in D\land D\in A)}
Med ord kan axiomet uttryckas:
För varje mängd A finns det en mängd B sådan att för varje mängd C gäller att C är ett element i B om och endast om det finns en mängd D sådan att C är ett element i D och D är ett element i A.
Mindre formellt betyder axiomet helt enkelt att för varje mängd A finns det en mängd B som precis består av elementen i elementen i A. Det följer av extensionalitetsaxiomet att denna mängd B är unik och man kallar B för unionen av A (eller unionen av As element) vilket betecknas ∪A. Man kan alltså helt enkelt säga att axiomet betyder att
För varje mängd finns en unionsmängd.